# Divajeu
 Divajeu  là một xã thuộc tỉnh Drôme trong vùng Auvergne-Rhône-Alpes đông nam nước Pháp. Xã Divajeu nằm ở khu vực có độ cao từ 163-467 mét trên mực nước biển.